# سال‌های جوانی
سال‌های جوانی فیلمی به کارگردانی هوشنگ درویش‌پور و نویسندگی توران اکبری ساختهٔ سال ۱۳۷۰ است.

## بازیگران
- بیژن درویش‌پور
- توران اکبری
- نصرت عزیزیان
- علیرضا سلیمی
- شهرام دانشگر
- لوئیز سیاوش
- هوشنگ رمضانی فر
- فاطمه بهاری
- کاسپین غلامی
- منوچهر میرزایی
- جمشید محمدی
- احمد عبدالهی
- عباس محیطی
- اکبر پورپاک نیا
- حسین صوفی
- محسن انصاری
- غضنفر طارمی
- احمد شعبان زاده
- احمد برازنده
- فرزاد کامران
- ملاحت عبدالهی
- حامد سیدی
- سولماز بای بردی
- بهروز سیف خانی
- اشکان موسی زاده
- عزت اله اشرفی
- هاشم قاسمی نژاد
- محمد گلناری
- محمد بحری
- سیامک بحرانی